# Funky Fish
Funky Fish is een Nederlandse datingsite die zich richt op protestante en katholieke christenen. De datingsite is in 2002 opgericht door Ruben Brands en heeft medio 2021 zo'n 34.000 leden, waarmee het de grootste christelijke datingsite van Nederland is. Niet alleen in Nederland maar ook in landen als België, Duitsland en de Verenigde Staten kunnen singles elkaar via deze site ontmoeten. In 2017 en 2019 won Funky Fish de publieksprijs voor beste datingssite uitgereikt door Website van het Jaar.
De website van Fish Funky is samengesteld op basis van variaties op het christelijke vissymbool. Elke gebruiker, een vis geheten, kan daarbij op zijn gebruikersprofiel (de visakte) aangeven of de voorkeur ligt bij het maken van vriendschap of het krijgen van een relatie. Ook is het mogelijk om lid te worden van bepaalde groepen, zogenaamde scholen, waarin de interesses hetzelfde zijn. Nieuwelingen worden onder de rubriek 'Hollandse nieuwe' gepresenteerd. Funky Fish organiseert verschillende reizen en evenementen en is vooral populair in evangelische en vrijgemaakte kring.